# Otochilus porrectus
Otochilus porrectus är en orkidéart som beskrevs av John Lindley. Otochilus porrectus ingår i släktet Otochilus och familjen orkidéer. Inga underarter finns listade i Catalogue of Life.